# Haemaphysalis petrogalis
Haemaphysalis petrogalis är en fästingart som beskrevs av Roberts 1970. Haemaphysalis petrogalis ingår i släktet Haemaphysalis och familjen hårda fästingar. Inga underarter finns listade i Catalogue of Life.